# Hirsute Pursuit
Hirsute Pursuit è un progetto musicale Trip hop nato a New York nel 2007 per mano di Harley Phoenix e Bryin Dall.
Lo scopo del progetto è stato fin dall'inizio quello di creare un sound e un'atmosfera sessuale e virile, per cui il progetto fa continui riferimenti al mondo omosessuale maschile, in particolare a quello dei club LGBT e alle pratiche BDSM tra uomini.
Nel 2009 Peter Christopherson dei Throbbing Gristle e Boyd Rice (aka NON) hanno collaborato con Harley e Bryin per realizzare Tighten That Muscle Ring, il primo album di successo di Hirsute Pursuit, nel quale è presente anche una cover di Boys keep swinging di David Bowie.
Nel 2012 Hirsute Pursuit pubblicherà un LP composto da sei diversi remix della precedente cover di Boys keep swinging; lo stesso LP prenderà il nome dalla canzone.

## Discografia

### Album in studio
- 2009 - Tighten That Muscle Ring

### LP
- 2012 - Boys keep swinging